# Camille Prunier
Camille Julien Prunier (ur. 16 lutego 1891 w Paryżu, zm. 5 listopada 1973 w Limeil-Brévannes) – francuski zapaśnik walczący w stylu klasycznym. Olimpijczyk z Antwerpii 1920, gdzie zajął szesnaste miejsce w wadze średniej.

## Letnie Igrzyska Olimpijskie 1920
| Konkurencja          | Rundy eliminacyjne | Klas. końcowa |
| Konkurencja          | 1/16               | Miejsce       |
| -------------------- | ------------------ | ------------- |
| 75 kg styl klasyczny | Josef Huml (TCH) P | 16.           |